# Irvine Meadows Amphitheatre
L'Irvine Meadows Amphitheatre (successivamente noto come Verizon Wireless Amphitheater) era un anfiteatro attivo dal 1981 al 2016 a Irvine, in California.

## Storia
La struttura fu costruita nel 1980, finanziata da quattro investitori privati locali nell'ambito della partnership Irvine Meadows. Con 10.418 posti riservati e 5.667 posti sul prato, l'arena all'aperto era il più grande anfiteatro della contea di Orange fino alla sua chiusura definitiva. L'architettura fu progettata da Gin Wong Associates, con sede a Los Angeles. Costruita su una collina, il design unico della struttura creava una pendenza naturale e ripida verso il palco.
L'area era in precedenza parte del Lion Country Safari, uno dei sette parchi safari di questo tipo presenti negli Stati Uniti. Il proprietario del parco safari deteneva un contratto di locazione di 29 anni e subaffittò una parte del terreno ai proprietari dell'Irvine Meadows Amphitheatre nel 1981. Il parco safari chiuse nel 1984, con ancora 13 anni di locazione rimanenti, che furono poi subaffittati agli operatori del parco acquatico Wild Rivers e del campo estivo Camp Frasier (in seguito Camp James), che divennero i vicini dell'Irvine Meadows Amphitheatre. Il parco acquatico e il campo estivo chiusero nel 2011, e l'area fu trasformata in un complesso residenziale dalla Irvine Company.
L'anfiteatro era famoso per ospitare festival di musica popolare, tra cui Area2 Festival, Fishfest, Gigantour, Lilith Fair, Lollapalooza, Projekt Revolution e Uproar Festival, un concerto di beneficenza per il recentemente scomparso chitarrista dei Social Distortion Dennis Danell. Dal 1987, lo stabilimento è stato la sede estiva della Pacific Symphony Orchestra, così come dell'annuale KROQ Weenie Roast.
A causa dell'apertura nel 1993 dell'Arrowhead Pond di Anaheim (ora Honda Center), Irvine Meadows divenne sempre più un'alternativa al molto più grande Pond, oltre ad essere un luogo per tour nell'anfiteatro. Live Nation (ex SFX Entertainment) ha acquistato l'affitto dell'Anfiteatro nel 1998.

### Nuova proprietà
L'Anfiteatro è stato ribattezzato Verizon Wireless Amphitheatre nell'aprile 2000. L'accordo di sponsorizzazione di 7 anni tra Verizon Wireless e SFX Entertainment, allora proprietario dell'anfiteatro, era un contratto multimilionario. Verizon ha rinnovato questo contratto per altri 7 anni, estendendolo fino al 2014, ma non ha deciso di rinnovarlo una seconda volta e il nome è tornato al soprannome originale dell'Irvine Meadows Amphitheatre nel 2015. Gwen Stefani è stata l'ultima artista nella sede il 29 ottobre. e 30, 2016.

### Chiusura
La Irvine Company aveva informato gli operatori dell'anfiteatro che il contratto di locazione del terreno non sarebbe stato rinnovato dopo il 2016, quindi l'anfiteatro è stato chiuso e la demolizione è iniziata nel novembre 2016, poco dopo il concerto finale. La Irvine Company scelse di costruire alloggi sul terreno, in modo tale che l'intero spazio dell'originale Lion Country Safari Park con sede a Irvine diventasse un complesso residenziale di 3.700 unità.
Live Nation e FivePoint costruirono un anfiteatro temporaneo nell'Orange County Great Park, chiamato FivePoint Amphitheatre, nel 2017, per un periodo limitato di tre anni, basandosi sul processo di Permesso di Uso Condizionato (Conditional Use Permit).

## Eventi notevoli

### Anni '80
Tom Petty and the Heartbreakers furono il primo gruppo rock ad esibirsi lì, il 18 settembre 1981. Furono raggiunti sul palco dall'ospite a sorpresa Stevie Nicks, che eseguì "Stop Draggin' My Heart Around" con la band. Ozzy Osbourne registrò una performance chiamata Speak of the Devil presso la sede il 12 giugno 1982, per l'uscita home video in Giappone, successivamente pubblicata su DVD negli Stati Uniti nel 2012.
I Queen si esibirono l'11 settembre 1982. I Grateful Dead si esibirono nell'anfiteatro quindici volte dal 1983 al 1989. Oingo Boingo suonò i suoi concerti annuali di Halloween presso la sede, dal 1986 al 1991, e un'ultima volta nel 1993, prima di spostare i restanti nel 1994. e nel 1995 spettacoli all'Universal Amphitheatre di Los Angeles. I Tangerine Dream si esibirono il 6 giugno 1986, catturati nella registrazione illecita Somnambulistic Imagery. The Smiths si esibirono il 28 agosto dello stesso anno nel loro tour The Queen Is Dead. Bon Jovi si esibì per tre notti consecutive nel loro tour Slippery When Wet, dal 20 al 22 giugno 1987. Michael Jackson si esibì in tre concerti all'anfiteatro dal 7 al 9 novembre 1988, durante il suo Bad tour. I Metallica si esibirono per tre notti nel loro tour ...And Justice for All dal 21 al 23 settembre 1989.

### Anni '90
I Rush si esibirono il 29 giugno 1990 per il tour Presto della band. Judas Priest, Alice Cooper, Motörhead, Dangerous Toys e Metal Church si esibirono insieme il 12 luglio 1991 come parte del tour Operation Rock & Roll. Glenn Danzig e la sua band solista Danzig and White Zombie si esibirono in un concerto di Halloween nel 1992 che fece il tutto esaurito che nessuna delle grandi band commerciali poteva esaurirsi con la gente fuori dal locale che ballava attorno ai falò. Gli Eagles si esibirono per sei sere consecutive, dal 27 maggio al 1 giugno 1994, per il loro tour di reunion Hell Freezes Over. Prince e la New Power Generation si esibirono durante il loro tour Jam of the Year il 12 ottobre 1997. I Phish si esibirono in due impegni di una sola notte nel 1999 e nel 2000.

### Anni 2000
Gli Iron Maiden, i Motörhead e i Dio si esibirono il 24 agosto 2003, mentre Marte era vividamente visibile al pubblico sullo sfondo del palco. I Dream Theater e i Megadeth si sono esibiti il 24 luglio 2005. Kelly Clarkson si è esibita il 1 agosto 2006, durante il suo Addicted Tour. Dopo lo spettacolo, ha scritto la canzone "Irvine" sul posto, successivamente pubblicata come traccia nascosta nel suo album del 2007 My December. Miley Cyrus si è esibita nell'ottobre 2008 per lo spettacolo promozionale della serie Hannah Montana.

### Anni 2010
I Fall Out Boy si sono esibiti il 26 marzo 2016, durante il loro Winter Is Coming Tour. Bernie Sanders ha ospitato un comizio politico presso il locale il 22 maggio di quell'anno.